# Theophrastus redivivus

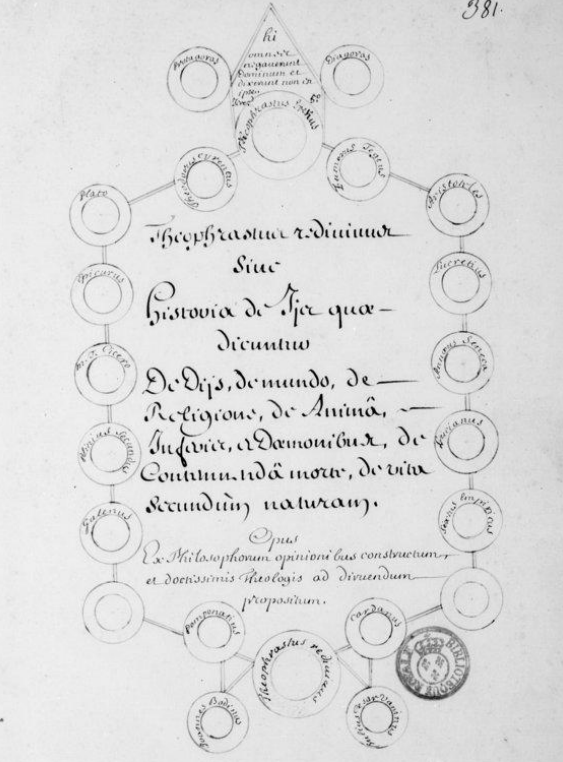
Přední strana díla Theophrastus redivivus

Theophrastus redivivus je obsáhlý, latinsky psaný rukopis anonymního francouzského autora (známý jako Anon Theophrastus) o patnácti stech stranách, datovaný mezi lety 1600 až 1700. Kniha je označována jako „Kompendium starých argumentů proti náboženství a víře v Boha“ a „Antologie svobodného myšlení“.
Kniha popisuje náš svět jako věčný, nesmrtelnost je pouhou chimérou a člověk je stejné zvíře jako všechna ostatní. Autor v ní představuje veškeré argumenty, které již od starověku zazněly proti víře v boha a proti náboženstvím.
Kniha obsahuje materialistická a skeptická pojednání klasických autorů, jako byli Pietro Pomponazzi, Lucilio Vanini, Michel de Montaigne, Machiavelli, Pierre Charron a Gabriel Naudé.

## Obsah
Theophrastus redivivus proslul prohlášením, že všichni velcí filosofové, včetně titulního Theophrasta, byli ateisté, náboženství je lidmi vytvořený konstrukt, neexistuje žádný platný důkaz existence jakýchkoli bohů, a že ten, kdo tvrdí, že má zkušenost boha je buď podvodník, nebo je nemocný. Na rozdíl od Treatise of the Three Impostors (Pojednání o třech podvodnících), další protináboženské práce publikované přibližně ve stejné době, Theophrastus redivivus nebyl nikdy v dalším století osvícenskými filosofy a mysliteli zmíněn, a to navzdory tomu, že je jedním z prvních explicitně protináboženských děl vydaných v moderní Evropě.
| „                                                      | Pouze lidský rozum, mazanost lstivých lidí, kteří se chtějí dostat k moci, vynalezl vše, co bylo řečeno o bozích: bez toho by bylo těžké si zajistit poslušnost lidu. | “ |
| — Anon Theophrastus, Theophrastus Redivivus (str. 341) | |   |

### Struktura
Theophrastus redivivus je rozdělen na předmluvu („prooemium“) a šest pojednání („tractatus“), také nazývané knihy („libri“). Každé pojednání je rozděleno do několika kapitol („capita“).
1. Tractatus primus qui est „de Diis“ – O bozích
2. Tractatus secundus qui est „de Mundo“ – O světě
3. Tractatus tertius qui est „de religione“ – O náboženství
4. Tractatus quartus qui est „de anima et de inferis“ – O duši a peklu
5. Tractatus quintus qui est „de contemnenda morte“ – O pohrdání smrtí
6. Tractatus sextus qui est „de vita secundum natura“ – O přirozeném životě

## Existující rukopisy
Do dnešních dnů se zachovaly čtyři kopie: jedna ve francouzské Národní Knihovně v Paříži (darována Claudem Sallierem v roce 1741, který ji údajně koupil na aukci nemovitostí Karla Heinricha von Hoym v srpnu 1738), druhá v Rakouské národní knihovně ve Vídni, a třetí je ve vlastnictví belgického profesora. Dva rakouské rukopisy z hohendorfské sbírky patřící princi Evženu Savojskému jsou pravděpodobně starší a vyjázejí pravděpodobně z originálu, a pařížské a belgické rukopisy jsou opsány z prvních dvou v držení prince Evžena.

## Hesslingův Theophrastus redivivus
Rukopis sdílí název s jinou, tištěnou knihou Theophrastus redivivus, která byla zveřejněna roku 1659 ve Frankfurtu nad Mohanem Eliasem Johannem Hesslingem. Tuto knihu, napsanou v němčině na obranu renesančního vědce a okultisty Paracelsa, k anonymní práci nic nepojí. Není známo, která z knih byla vydána dříve, ani proč obě knihy nesou stejní název. Ani jedna práce nezmiňuje tu druhou.

## Ohlas v současnosti
Roku 1979 Gregory Tullio, filosof a historik italské filosofie, vydal studii Theophrastus redivivus: erudizione e ateismo nel Seicento.

Gianni Paganni, profesor dějin filosofie na Università del Piemonte Orientale označil roku 2014 Theophrastus Redivivus za první moderní dílo představující ateistický systém, spojený s náboženskou kritikou, který napadá současný pohled na svět.